# Oxfam
Oxfam [ˈɒks.fæm] (anhörenⓘ) ist ein internationaler Verbund verschiedener Hilfs- und Entwicklungsorganisationen. Oxfam arbeitet laut eigener Aussage weltweit dafür, dass sich Menschen in armen Ländern nachhaltige und sichere Existenzgrundlagen schaffen können, Zugang zu Bildung, gesundheitlicher Versorgung, Trinkwasser und Hygiene-Einrichtungen sowie Unterstützung bei Krisen und Katastrophen erhalten. Ein weiteres wichtiges Ziel ist Geschlechtergerechtigkeit.
Zudem veröffentlicht die Organisation einen jährlichen Bericht zur weltweiten Vermögensungleichheit, in der die Ungleichheit der Vermögensverteilung der Weltbevölkerung dargestellt wird.

## Geschichte

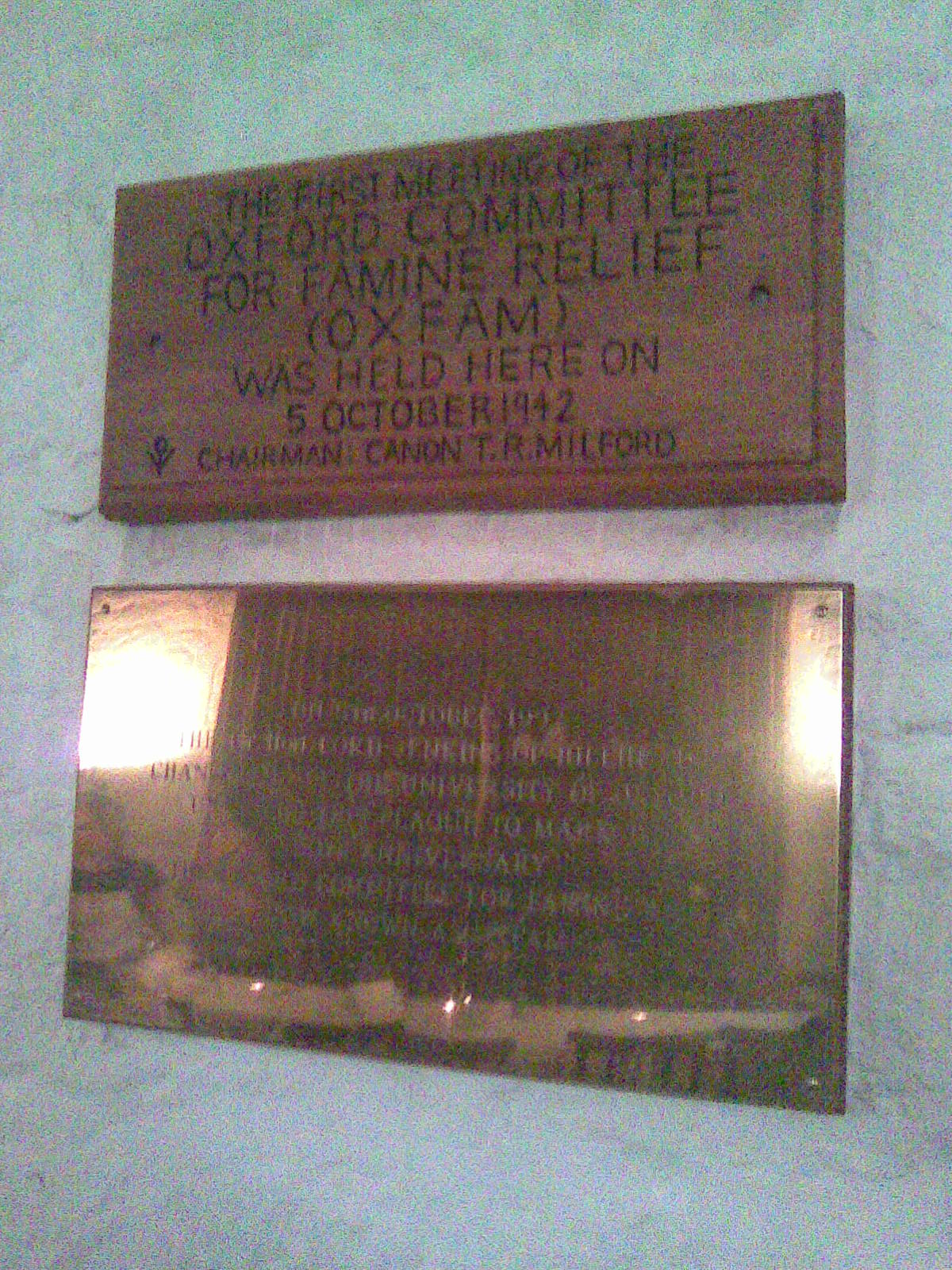
Gedenktafel

Im Jahr 1942 wurde das Oxford Committee for Famine Relief („Oxforder Komitee zur Linderung von Hungersnot“) in Großbritannien mit dem Ziel gegründet, die Folgen der deutschen Besatzungspolitik in Griechenland zu lindern, wo die wirtschaftliche Ausbeutung zur Großen Hungersnot geführt hatte.
Der Begriff OXFAM war anfangs ein Drahtwort, eine telegrafische Abkürzung, und wurde erst 1965 der offizielle Name der Organisation. Nach Kriegsende engagierte sich die Organisation bei Linderung der Not in Europa, auch in Deutschland – gegen den Willen der damaligen britischen Regierung. Seit Ende der 1950er Jahre widmet sich Oxfam der Armutsbekämpfung in ehemaligen Kolonien und anderen armen Ländern.
In den 1960er und 1970er Jahren entstanden weitere Ableger, unter anderem in Kanada, den USA, Neuseeland, Australien, Hongkong sowie mehreren europäischen Staaten. 1986 brachte eine Gruppe engagierter Bürger die britische Idee der Oxfam-Läden nach Deutschland und eröffnete den ersten Laden in Bonn. Zunächst unterstützten die Erträge Projekte von Oxfam Großbritannien.
1995 wurden Oxfam Deutschland e. V. und die gewerbliche Tochterorganisation Oxfam Deutschland Shops gGmbH (bis Dezember 2014: GmbH) gegründet. 2003 wurde Oxfam Deutschland Vollmitglied im internationalen Verbund Oxfam.

## Internationaler Verbund

Länder mit nationalen Oxfam-Mitgliedsorganisationen

Im internationalen Verbund, der 1995 gegründet wurde, setzen sich 21 Oxfam-Organisationen mit rund 3000 lokalen Partnern in mehr als 90 Ländern als Teil einer globalen Bewegung für eine Welt ohne Armut ein.
| Mitgliedsorganisation             | Hauptsitz    | Gegründet                              | Vollmitglied seit |
| --------------------------------- | ------------ | -------------------------------------- | ----------------- |
| Oxfam America                     | Boston       | 1970                                   | 1995              |
| Oxfam Australia                   | Melbourne    | 1954 (als Food for Peace Campaign)     | 1995              |
| Oxfam-en-Belgique/Oxfam-in-België | Brüssel      | 1964                                   | 1995              |
| Oxfam Canada                      | Ottawa       | 1966                                   | 1995              |
| Oxfam Colombia                    | Bogotá       | 2020                                   | Observer          |
| Oxfam France                      | Paris        | 1988                                   | 2006              |
| Oxfam Deutschland                 | Berlin       | 1995                                   | 2003              |
| Oxfam Great Britain               | Oxford       | 1942                                   | 1995              |
| Oxfam Hongkong                    | Hongkong     | 1976                                   | 1995              |
| Oxfam IBIS                        | Dänemark     | 2014 (vorher World University Service) | 2016              |
| Oxfam Italia                      | Rom          | 1976 (als Ucodep)                      | 2012              |
| Oxfam Intermón                    | Barcelona    | 1956 (als Intermón)                    | 1997              |
| Oxfam India                       | Neu-Delhi    | 2008                                   | 2011              |
| Oxfam Ireland                     | Dublin       | 1971                                   | 1998              |
| Oxfam Mexico                      | Mexiko-Stadt | 1996                                   | 2008              |
| Oxfam Aotearoa                    | Auckland     | 1991                                   | 1995              |
| Oxfam Novib                       | Den Haag     | 1956 (als Novib)                       | 1995              |
| Oxfam Québec                      | Montreal     | 1973                                   | 1995              |
| Oxfam South Africa                | Johannesburg | 2013                                   | 2016              |

Koordiniert wird die Arbeit durch das Oxfam International Sekretariat, das als niederländische Stiftung in Den Haag registriert ist und sein Hauptquartier im Kenianischen Nairobi hat. Lobby-Büros befinden sich zudem in Addis Abeba, Washington, D.C., New York City, Brüssel und Genf. Zudem existierte Oxfam Japan von 2003 bis 2018.

## Arbeit und Kontroversen
Oxfam arbeitet partnerschaftlich mit Menschen in armen Ländern zusammen. Mit nachhaltigen Entwicklungsprojekten und durch Nothilfe in Krisen leistet die Organisation Unterstützung vor Ort. Aktionen und Kampagnen haben das Ziel, die Bedingungen zu ändern, durch die Armut entsteht.

### Entwicklungszusammenarbeit
Die Organisation kooperiert grundsätzlich mit lokalen Partnerorganisationen, die aufgrund ihrer guten Kenntnis der Situation nachhaltige Projekte in den Bereichen Existenzsicherung, Bildung, Gesundheit und Frauenrechte entwickeln. Die Partnerorganisationen erhalten finanzielle und praktische Unterstützung, z. B. beim Projektmanagement.
Oxfam arbeitet in seinen Entwicklungsprojekten auch mit international tätigen Unternehmen zusammen, bzw. mit deren Stiftungen. Solche öfter vorkommenden Kooperationen von Hilfsorganisationen werden kontrovers diskutiert; Kritiker bemängeln die Gefahr von Interessenkonflikten. Hilfsorganisationen hoffen durch die Kooperation unter anderem auf eine verbesserte Nutzung der Logistik und darauf, die Geschäftsgebaren von Unternehmen beeinflussen zu können. Unternehmen versuchen jedoch, mit diesen Kooperationen an Glaubwürdigkeit zu gewinnen, was als Werbung für sie gilt. Oxfam verweist auf die weiterhin bestehende Unabhängigkeit der Organisation und kritisiert Konzerne auch weiterhin. Kritiker befürchten allerdings, dass Unternehmen durch die Kooperationen an Einfluss bei NGOs wie Oxfam und UN-Gremien gewinnen und dass die NGOs sich durch die Zusammenarbeit kommerzieller ausrichten.

### Nothilfe und Katastrophenvorsorge
In der internationalen Nothilfe ist die Organisation darauf spezialisiert, Menschen in Krisensituationen mit Trinkwasser und Hygiene-Artikeln zu versorgen sowie Latrinen und Waschgelegenheiten zu errichten. Auch Nahrungsmittel, Kochgeschirr oder Kleidung werden bereitgestellt. Zudem engagiert sich die Organisation in den Bereichen Wiederaufbau, Katastrophenvorsorge und Konflikt- und Krisenmanagement.

### Aktionen und Kampagnen
Mit Kampagnen und Bündnissen will die Organisation öffentliches Bewusstsein für die Ursachen von Armut schaffen und Politik und Wirtschaft zu entwicklungsgerechtem Handeln drängen. Zu diesem Zweck engagiert sich die Organisation zu Themen wie Ernährungssicherheit, Agrarpolitik, Klimawandel, Waffenhandel, Gesundheit und Bildung. Nationale und internationale Bündnisse bestehen beispielsweise für entwicklungspolitische Kampagnen wie Steuer gegen Armut oder die Globale Bildungskampagne.
2012 erzielte Oxfam Deutschlands Arbeit gegen die Spekulation mit Nahrungsmitteln im Rahmen der internationalen Kampagne Mahlzeit! (engl.: GROW) ein großes Medienecho. Im Fokus der Kritik stand der Versicherungskonzern Allianz, der den Zusammenhang seiner Börsenaktivitäten mit steigenden Nahrungsmittelpreisen in armen Ländern jedoch abstritt. Zahlreiche andere Banken und Versicherungen stiegen dagegen aus der Nahrungsmittelspekulation aus.
Die Organisation veranstaltet zeitweise Demonstrationen unter dem Motto Wir haben es satt! gemeinsam mit anderen Organisationen. Anfang Januar jeden Jahres findet eine Veranstaltung mit mehreren zehntausend Menschen statt.
Die Organisation ist Mitglied des Tax Justice Networks.

### Bericht zur Vermögensungleichheit
Jedes Jahr gibt die Organisation einen Bericht zur sozialen Ungleichheit in der Welt heraus. In dem Bericht wird auch das sich an der Spitze der Forbes-Liste konzentrierende Vermögen der weltweit reichsten Menschen mit dem Vermögen der ärmeren Hälfte der Weltbevölkerung verglichen. 2016 wurde z. B. geschätzt, dass die 62 reichsten Personen so viel wie die ärmere Hälfte der Bevölkerung besitzen. Im Jahr darauf korrigierten die Autoren der Studie die Zahlen, wonach sogar die 8 reichsten Menschen so viel wie die ärmere Hälfte besäßen.
Im Bericht von 2024 kritisiert die Organisation, dass sich im Zeitraum vom März 2020 bis November 2023 das Vermögen der fünf reichsten Personen mehr als verdoppelt (von 405 auf 869 Milliarden US-Dollar), während im Zeitraum von 2019 bis 2022 die unteren 60 % der Weltbevölkerung Vermögen eingebüßt habe. Die Autoren sind der Ansicht, die Ungleichheit hätte politische Ursachen, und schlagen zu ihrer Bekämpfung eine globale Vermögenssteuer von 2 % für Vermögen ab fünf Millionen und eine Steuer von 5 % für Milliardäre vor. In Deutschland beträfe eine Vermögensteuer 200.000 Personen bzw. 0,24 % der Gesamtbevölkerung.
Kritik an der Vorgehensweise dieses Vergleiches hat der Wirtschaftsjournalist Felix Salmon geäußert, dem unter anderem Ezra Klein zustimmte. Nach Salmon sind die Vermögensangaben zur Betrachtung der Reichen in dem Bericht bedeutend und erstaunlich, jedoch sagen die Angaben im Bericht zu wenig über die Armen aus, um die Vermögenswerte zu vergleichen. Denn durch den Vergleich von addierten Vermögenszahlen im Bericht kann laut Salmon keine genügende Aussage zu der Armut in der Welt getroffen werden, weil z. B. verschuldete Menschen nicht unbedingt ärmer sind als Menschen ohne Vermögen. Die Wirtschaftsjournalistin Vauhini Vara sah, wie auch Oxfam, die Kritik an dem Vermögensvergleich als gerechtfertigt an, verwies jedoch darauf, dass die Oxfam-Schlussfolgerung über die große Ungleichheit davon unabhängig richtig sei. Denn auch nach einem Herausrechnen der Schulden von Ärmeren ergebe sich noch ein fast gleich großer Wert der Vermögensungleichheit in der Welt.

## Politische Forderungen
Die Organisation setzt sich für die Erreichung der 17 Ziele für nachhaltige Entwicklung (SDGs) ein, welche von den Vereinten Nationen 2016 in Anlehnung an die Millenniums-Entwicklungsziele beschlossen wurden. Um diese Ziele, zu denen auch ein Ende der weltweiten extremen Armut gehört, bis 2030 umzusetzen, fordert die Organisation unter anderem:
- Mehr und bessere Entwicklungshilfe
- Gerechte Welthandelsregeln, eine Agrarwende,[20] Ende des Agrardumpings
- Lösungen von politischen Krisen und Konflikten
- Allgemeine Grundbildung und Gesundheitsversorgung
- Maßnahmen gegen den Klimawandel und Unterstützung für arme Länder, sich an den Klimawandel anzupassen
- Eine Eindämmung der Spekulation mit Nahrungsmitteln
- Für die Einführung einer Finanztransaktionssteuer (siehe Steuer gegen Armut)
- Vermögenssteuer

## Sexuelle Ausbeutung durch Mitarbeiter
In Haiti haben Angestellte von Oxfam während eines Einsatzes nach dem Erdbeben von 2010 Partys mit Prostituierten in zuvor angemieteten Häusern veranstaltet. Eine interne Untersuchung zeigte eine „Kultur der Straflosigkeit“ unter den Oxfam-Mitarbeitern. Vorwürfe, wonach auch minderjährige Prostituierte engagiert wurden, seien nach Angaben der Organisation jedoch „nicht bewiesen“. Oxfam riet in einer internen Richtlinie zwar dringend davon ab, Prostituiertendienste in Anspruch zu nehmen, lehnte ein Verbot jedoch mit der Begründung ab, dies würde die Bürgerrechte der Angestellten einschränken. Nach Bekanntwerden des Skandals wurde Oxfam vorgeworfen, die Ereignisse vertuscht zu haben. Vier Mitarbeitern wurde aufgrund der Vorfälle gekündigt, zwei weitere Mitarbeiter kamen laut Pressebericht ihrer Kündigung zuvor. Sie fanden danach ähnliche Arbeit bei anderen Nichtregierungsorganisationen. Nach Aussagen des ehemaligen UN- und IRK-Mitarbeiters Andrew MacLeod haben Beteiligte gute Referenzen von Oxfam erhalten. Die Organisation bestreitet dies, schließt aber nicht aus, dass sich die ehemaligen Mitarbeiter gegenseitig Arbeitszeugnisse ausgestellt haben.
Auch im Tschad sind 2006 wiederholt mutmaßliche Prostituierte in das Haus des Oxfam-Teams eingeladen worden. Im Südsudan soll es Fälle von Vergewaltigungen und versuchten Vergewaltigungen gegeben haben.
Die ehemalige britische Entwicklungshilfeministerin Priti Patel und Haitis Präsident Jovenel Moïse bezeichneten die Vorkommnisse bei Oxfam als die „Spitze des Eisbergs“. Laut Moïse seien auch andere Organisationen betroffen, Informationen würden jedoch intern vertuscht.
Nach dem Rücktritt der stellvertretenden Vorsitzenden weiteten sich die Anschuldigungen aus und betrafen schließlich auch Vorwürfe, es habe sexuelle Übergriffe auf minderjährige freiwillige Helfer in England gegeben. Kritisiert wurde das Fehlen einer Überprüfung der Freiwilligen auf eine mögliche kriminelle Vorgeschichte und die ausstehende Klärung von Vorkommnissen, bei denen Mitarbeiter in Übersee Hilfe gegen Sex getauscht haben sollen.
Wegen Mängeln beim Umgang mit den Vorkommnissen auf Haiti teilte die Regierung des Vereinigten Königreichs mit, die finanzielle Unterstützung für Oxfam für das Jahr 2018 zu streichen. Am 14. Juni 2018 untersagte die haitianische Regierung Oxfam auf Dauer jegliche weitere Tätigkeit in Haiti.

## Finanzierung
Laut Geschäftsbericht hatte die Dachorganisation Oxfam International im Jahr 2016 Einnahmen von insgesamt knapp 1,1 Milliarden Euro. Davon wurden rund 440 Millionen Euro als „institutionelle“ Einnahmen verbucht. Ein großer Teil dieser Gelder stammt von der öffentlichen Hand. So finanzierte die EU Oxfam im Jahr 2016 mit insgesamt 68 Millionen Euro. Von den Vereinten Nationen erhielt die Hilfsorganisation 64 Millionen Euro und von nationalen Regierungen insgesamt rund 200 Millionen Euro. Das Vereinigte Königreich zahlte Oxfam 2017 etwa 32 Millionen Pfund, strich seine Unterstützung aber 2018.
Oxfam Deutschland erhielt im Jahr 2016 15 Millionen Euro öffentliche Mittel von der Bundesregierung, dem Umweltbundesamt und der Gesellschaft für Internationale Zusammenarbeit. Diese Einnahmen haben sich zum Vorjahr mehr als verdreifacht und machen knapp zwei Drittel der Gesamteinnahmen der deutschen Sektion aus.
Am 12. Februar 2018 verlangte die Europäische Kommission umgehend Aufklärung über den Sexskandal (siehe oben). Die EU habe der britischen Oxfam für den Einsatz in Haiti 1,7 Millionen Euro aus dem Europäischen Amt für humanitäre Hilfe (ECHO) bereitgestellt, sagte eine Kommissionssprecherin. Es werde geprüft, wieweit Brüsseler Hilfsgelder auch zur Finanzierung von Oxfam-Mitarbeitern in Haiti gedient haben könnten. Die Kommission erwarte von Empfängern europäischer Fördermittel, dass sie sich an ethische und berufliche Standards halten; gegebenenfalls sei die Kommission bereit, die Zahlungen einzustellen.
Die Organisation wird zu einem Teil auch aus privaten Spenden finanziert. Einen wichtigen Beitrag zur Finanzierung liefern in einigen Ländern, u. a. Großbritannien und Deutschland, die Oxfam-Läden. In mehreren Ländern werden Spenden auch durch die Geschenke von Oxfam Unwrapped (Deutschland: OxfamUnverpackt) und den 100-km-Lauf Oxfam Trailwalker gewonnen. Der deutsche Verein trägt das DZI-Spendensiegel für transparente, sparsame und satzungsgemäße Mittelverwendung. Oxfam Deutschland ist assoziiertes Mitglied im Spendenbündnis Bündnis Entwicklung Hilft.

### Oxfam-Läden (shops)

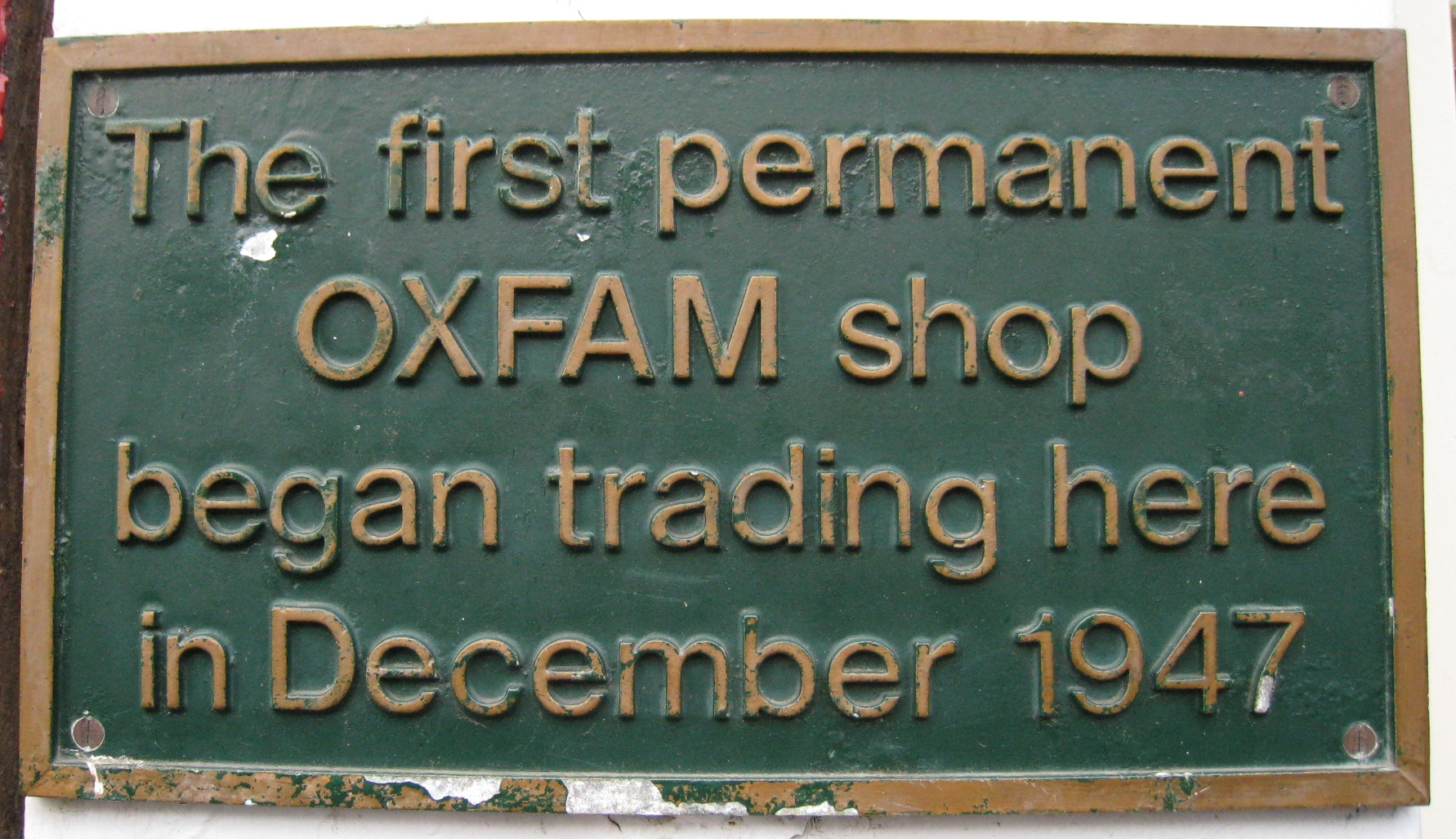
Tafel zur Erinnerung an die Eröffnung des ersten Oxfam-Shops in Oxford

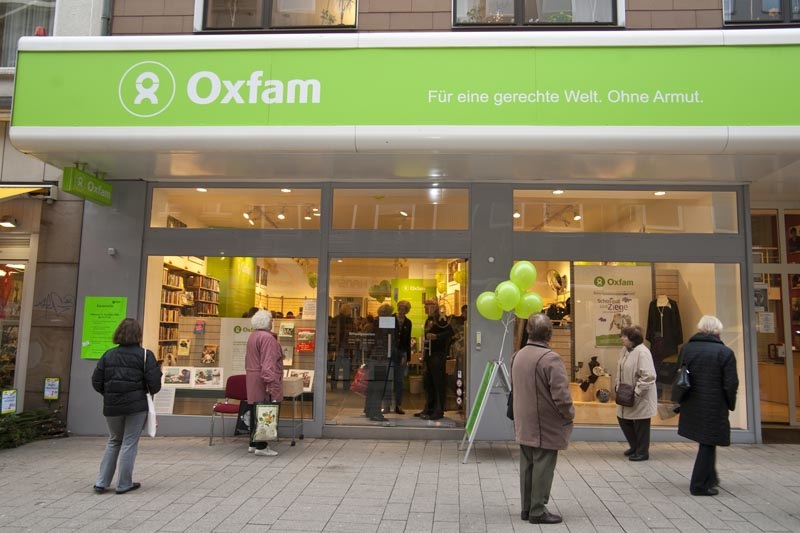
Oxfam-Shop in Dortmund

Der erste Oxfam-Laden eröffnete 1947 in Oxford. Seitdem wurden in neun Ländern über 1200 Läden eröffnet. In Deutschland gibt es derzeit (April 2025) 56 Oxfam-Läden, in denen etwa 3800 ehrenamtliche Mitarbeiter gespendete Gebrauchtwaren verkaufen, um mit den Erlösen die Organisation zu finanzieren.
Mixshops bieten Kleidung, Bücher, Haushaltswaren, Spielzeug, Heimtextilien, Kurioses und Ausgefallenes an; Buchshops Bücher, Hörbücher, Schallplatten, CDs und DVDs. Die Fashion Shops führen Kleidung und Accessoires. In allen Läden werden nur gut erhaltene Waren angenommen.

### OxfamUnverpackt
OxfamUnverpackt (englisch: Oxfam Unwrapped) bietet die Möglichkeit, an Dritte (zunächst zugunsten von Oxfam) zu spenden. Online und in den Oxfam-Läden werden z. B. Ziegen, Klassenzimmer oder Latrinen angeboten. Sie können in Form von gedruckten Karten mit Magnet, als E-Card, ohne Karte oder als PDF-Datei zum Selbstausdrucken verschenkt bzw. verschickt werden.
Jedes der Geschenke kann in einem von fünf Bereichen – Bildung fördern, Existenzen sichern, Gesundheit stärken, Gehör verschaffen und Not lindern – als Spende eingesetzt werden. Es wird nicht für jede gespendete Ziege eine echte Ziege gekauft, sondern das Geld geht dorthin, wo es innerhalb des zugehörigen Bereiches gerade am nötigsten gebraucht wird. Dadurch hält Oxfam auch die Verwaltungskosten niedrig.

### Oxfam Trailwalker
Der Oxfam Trailwalker ist ein Spendenlauf, bei dem Teams von vier Personen 100 Kilometer joggen oder wandern und innerhalb von maximal 48 Stunden gemeinsam das Ziel erreichen müssen. Jedes Team sammelt vor dem Start Spenden für die Organisation. Die Idee für den Oxfam Trailwalker entstand 1981 in Hongkong. Heute findet der Spendenlauf in neun Ländern statt: Australien, Belgien, Frankreich, Großbritannien, Hongkong/China, Indien, Neuseeland, Spanien und Südkorea (Stand 2023).

## Prominente Unterstützer
Zahlreiche internationale Stars engagieren sich für die Organisation. Global Ambassadors sind unter anderen Helena Christensen, Angélique Kidjo, Helen Mirren, Coldplay, Djimon Hounsou und Annie Lennox. Deutsche Oxfam-Botschafter sind Editors, Jan Delay, die Schauspielerin Heike Makatsch, die sich u. a. 2005 für die Kampagne Make Trade Fair fotografieren ließ und in zwei Videos zur Kampagne Steuer gegen Armut mitspielt, und Die Toten Hosen, deren Touren von Oxfam Deutschland in den letzten Jahren begleitet wurden.
Als die bis dahin ebenfalls mit der Organisation verbundene Scarlett Johansson 2014 einen Werbevertrag mit SodaStream einging, das zu dieser Zeit ein Werk im israelisch besetzten Westjordanland betrieb, wurde sie dafür von der Organisation kritisiert. Daraufhin beendete Johansson nach acht Jahren ihre Zusammenarbeit mit Oxfam aufgrund „fundamentaler Auffassungsunterschiede“.
Nach Bekanntwerden der Berichte um sexuelle Ausbeutung von Frauen in Krisengebieten durch Oxfam-Mitarbeiter haben Friedensnobelpreisträger Desmond Tutu und Schauspielerin Minnie Driver ihre Funktionen als Oxfam-Botschafter im Februar 2018 niedergelegt.